# Said Belqola
Said Belqola (Tiflet, 30 agosto 1956 – Rabat, 15 giugno 2002) è stato un arbitro di calcio marocchino.
In compagnia dell'egiziano Gamal Al-Ghandour, va considerato come il più grande arbitro africano di sempre, l'unico che sia riuscito ad aggiudicarsi la finale dei mondiali di calcio, precisamente quelli del 1998 allo Stade de France di Parigi Saint-Denis tra Francia e Brasile. Questo record è ancora più notevole, se si tiene presente che nessun arbitro africano, nelle edizioni precedenti, era andato più in là della direzione nei quarti di finale.

## Vita professionale
Dopo aver diretto ai mondiali di calcio FIFA under 17 del 1995 in Ecuador e nella Coppa d'Africa del 1996, nel 1998 assiste  all'annata della propria consacrazione, anche perché viene designato per la finale della Coppa d'Africa tra Egitto e Sudafrica, e a fine anno si piazza al secondo posto dietro Pierluigi Collina nella speciale classifica stilata dalla IFFHS relativamente al miglior arbitro dell'anno. Alla fine del 1998, in vista della finale di Coppa Intercontinentale tra Real Madrid e Vasco da Gama, si propone con insistenza il suo nome per sostituire quello dell'arbitro cileno Mario Sánchez, inizialmente indicato dalla Confederazione sudamericana, ma poi al centro di polemiche in patria: alla fine, però, la gara verrà diretta dal cileno.
Durante i mondiali di calcio 1998 (si ricorda che Belqola fu il primo arbitro marocchino nella storia ad essere selezionato, mentre quattro anni dopo sarebbe stata la volta di Mohamed Guezzaz), gli vengono affidate anche Germania-USA e Argentina-Croazia. La scelta per la finale cade su di lui un po' a sorpresa, visto che venivano dati per favoriti altri arbitri come il messicano Arturo Brizio Carter e lo scozzese Hugh Dallas. La sua direzione di gara risulterà pressoché perfetta; il pallone della partita, tradizionalmente consegnato all'arbitro, verrà poi rivenduto da Belqola alla Federazione francese, ed il ricavato sarebbe stato dato in beneficenza ad associazioni di volontariato marocchine.
Dopo i mondiali, per qualche anno Belqola è stato messo sotto contratto dalla Federazione giapponese per dirigere gare del campionato d'Estremo Oriente.
Said Belqola muore prematuramente  nel 2002 all'età di 45 anni, al termine di una lunga malattia.